# Fortuna:Liga 2023/2024
Fortuna:Liga 2023/24 byla 31. ročníkem nejvyšší fotbalové soutěže v České republice, zároveň se jednalo o poslední ligový ročník, jehož hlavním sponzorem je sázková společnost Fortuna, jelikož od sezony 2024/25 bude hlavním sponzorem jiná sázková společnost – Chance. V lize se objevil jediný nováček, a sice MFK Karviná, která po roce vystřídala sestoupivší Zbrojovku Brno.

## Týmy

### Stadiony a umístění
| Klub                       | Město              | Stadiony                              | Kapacita |
| -------------------------- | ------------------ | ------------------------------------- | -------- |
| Bohemians Praha 1905       | Praha              | Ďolíček                               | 6 300    |
| SK Dynamo České Budějovice | České Budějovice   | Fotbalový stadion Střelecký ostrov    | 6 681    |
| FC Hradec Králové          | Hradec Králové     | Malšovická aréna                      | 9 300    |
| FK Jablonec                | Jablonec nad Nisou | Stadion Střelnice                     | 6 108    |
| FC Slovan Liberec          | Liberec            | Stadion U Nisy                        | 9 900    |
| FK Mladá Boleslav          | Mladá Boleslav     | Městský stadion Mladá Boleslav        | 5 000    |
| FC Viktoria Plzeň          | Plzeň              | Doosan Arena                          | 11 700   |
| SK Sigma Olomouc           | Olomouc            | Andrův stadion                        | 12 541   |
| FC Baník Ostrava           | Ostrava            | Městský stadion v Ostravě-Vítkovicích | 15 123   |
| FK Pardubice               | Pardubice          | CFIG Aréna                            | 4 620    |
| SK Slavia Praha            | Praha              | Fortuna Arena                         | 19 370   |
| 1. FC Slovácko             | Uherské Hradiště   | MFS Miroslava Valenty                 | 8 000    |
| AC Sparta Praha            | Praha              | epet ARENA                            | 18 887   |
| FK Teplice                 | Teplice            | Stadion Na Stínadlech                 | 18 221   |
| MFK Karviná                | Karviná            | Městský stadion Karviná               | 4 833    |
| FC Zlín                    | Zlín               | Letná                                 | 5 898    |

## Změny trenérů
| Tým                        | Končící trenér  | Důvod                 | Datum             |        | Kolo         | Pozice       | Nový trenér                          | Datum             |        |
| -------------------------- | --------------- | --------------------- | ----------------- | ------ | ------------ | ------------ | ------------------------------------ | ----------------- | ------ |
| FC Hradec Králové          | Miroslav Koubek | Konec smlouvy         | 30. června 2023   | [ 2 ]  | Před sezonou | Před sezonou | Jozef Weber                          | 10. května 2023   | [ 3 ]  |
| FC Viktoria Plzeň          | Michal Bílek    | Konec smlouvy         | 30. června 2023   | [ 4 ]  | Před sezonou | Před sezonou | Miroslav Koubek                      | 5. června 2023    | [ 5 ]  |
| FK Jablonec                | David Horejš    | Vyhozen               | 29. května 2023   | [ 6 ]  | Před sezonou | Před sezonou | Radoslav Látal                       | 30. června 2023   | [ 7 ]  |
| FK Mladá Boleslav          | Pavel Hoftych   | Vzájemná dohoda       | 26. května 2023   | [ 8 ]  | Před sezonou | Před sezonou | Marek Kulič                          | 26. května 2023   | [ 8 ]  |
| FC Hradec Králové          | Jozef Weber     | Neuspokojivé výsledky | 18. září 2023     | [ 9 ]  | 8.           | 11.          | Václav Kotal                         | 18. září 2023     | [ 10 ] |
| MFK Karviná                | Tomáš Hejdušek  | Neuspokojivé výsledky | 18. září 2023     | [ 11 ] | 8.           | 15.          | Juraj Jarábek                        | 27. září 2023     | [ 12 ] |
| FC Zlín                    | Pavel Vrba      | Neuspokojivé výsledky | 23. října 2023    | [ 13 ] | 12.          | 16.          | Bronislav Červenka                   | 24. října 2023    | [ 14 ] |
| SK Dynamo České Budějovice | Tomáš Zápotočný | Vzájemná dohoda       | 14. prosince 2023 | [ 15 ] | 18.          | 16.          | Jiří Lerch Jiří Kladrubský (Dočasně) | 14. prosince 2023 | [ 15 ] |
| FK Mladá Boleslav          | Marek Kulič     | Vyhozen               | 29. prosince 2023 | [ 16 ] | 19.          | 7.           | David Holoubek                       | 2. ledna 2024     | [ 17 ] |
| SK Sigma Olomouc           | Václav Jílek    | Vyhozen               | 26. února 2024    | [ 18 ] | 22.          | 8.           | Jiří Saňák (Dočasně)                 | 27. února 2024    | [ 18 ] |

## Základní část

### Tabulka
| Poř. | Tým                        | Z  | V  | R  | P  | VG | OG | B  |
| ---- | -------------------------- | -- | -- | -- | -- | -- | -- | -- |
| 1.   | AC Sparta Praha (C)        | 30 | 24 | 4  | 2  | 70 | 26 | 76 |
| 2.   | SK Slavia Praha            | 30 | 22 | 6  | 2  | 62 | 23 | 72 |
| 3.   | FC Viktoria Plzeň          | 30 | 19 | 5  | 6  | 67 | 33 | 62 |
| 4.   | FC Baník Ostrava           | 30 | 13 | 6  | 11 | 48 | 39 | 45 |
| 5.   | FK Mladá Boleslav          | 30 | 12 | 8  | 10 | 50 | 46 | 44 |
| 6.   | 1. FC Slovácko             | 30 | 11 | 8  | 11 | 39 | 40 | 41 |
| 7.   | FC Slovan Liberec          | 30 | 10 | 10 | 10 | 46 | 46 | 40 |
| 8.   | SK Sigma Olomouc           | 30 | 10 | 7  | 13 | 40 | 45 | 37 |
| 9.   | FC Hradec Králové          | 30 | 9  | 10 | 11 | 32 | 38 | 37 |
| 10.  | FK Teplice                 | 30 | 9  | 9  | 12 | 31 | 40 | 36 |
| 11.  | Bohemians Praha 1905       | 30 | 8  | 11 | 11 | 29 | 40 | 35 |
| 12.  | FK Jablonec                | 30 | 6  | 12 | 12 | 35 | 45 | 30 |
| 13.  | FK Pardubice               | 30 | 7  | 7  | 16 | 29 | 42 | 28 |
| 14.  | MFK Karviná (N)            | 30 | 6  | 7  | 17 | 30 | 52 | 25 |
| 15.  | FC Zlín                    | 30 | 5  | 10 | 15 | 36 | 61 | 25 |
| 16.  | SK Dynamo České Budějovice | 30 | 6  | 6  | 18 | 34 | 62 | 24 |

Poznámky:
- Z = Odehrané zápasy; V = Vítězství; R = Remízy; P = Prohry; VG = Vstřelené góly; OG = Obdržené góly; B = Body
- (N) = nováček (předchozí sezónu hrál nižší soutěž a postoupil), (C) = obhájce titulu

|  | Postup do nadstavbové skupiny o titul                        |
|  | Postup do nadstavbové skupiny o nasazení do 3. kola MOL Cupu |
|  | Sestup do nadstavbové skupiny o sestup                       |

### Pořadí po jednotlivých kolech
Při shodném počtu bodů a skóre mohou být kluby umístěny na stejném místě v průběhu soutěže (zejména zpočátku), v závěru platí v případě rovnosti bodů a skóre dodatečná kritéria, která rozhodují o konečném pořadí.
| Klub / kolo      | 1         | 2  | 3  | 4  | 5  | 6  | 7  | 8  | 9  | 10 | 11 | 12 | 13 | 14 | 15 | 16 | 17 | 18 | 19 | 20 | 21 | 22 | 23 | 24 | 25 | 26 | 27 | 28 | 29 | 30 |    |
| ---------------- | --------- | -- | -- | -- | -- | -- | -- | -- | -- | -- | -- | -- | -- | -- | -- | -- | -- | -- | -- | -- | -- | -- | -- | -- | -- | -- | -- | -- | -- | -- | -- |
| Klub / kolo      | Bohemians | 7  | 9  | 6  | 8  | 10 | 6  | 7  | 9  | 8  | 9  | 8  | 8  | 8  | 9  | 8  | 9  | 9  | 9  | 9  | 9  | 10 | 10 | 10 | 12 | 11 | 10 | 11 | 11 | 11 | 11 |
| České Budějovice | 15        | 16 | 16 | 16 | 15 | 16 | 13 | 13 | 13 | 15 | 12 | 14 | 15 | 15 | 16 | 16 | 16 | 16 | 16 | 16 | 16 | 15 | 15 | 15 | 16 | 16 | 16 | 15 | 15 | 16 |    |
| Hradec Králové   | 13        | 12 | 7  | 10 | 9  | 10 | 11 | 11 | 11 | 10 | 10 | 11 | 10 | 11 | 11 | 11 | 11 | 12 | 12 | 11 | 13 | 12 | 12 | 11 | 12 | 11 | 9  | 9  | 9  | 9  |    |
| Jablonec         | 11        | 12 | 12 | 14 | 14 | 15 | 16 | 14 | 14 | 12 | 14 | 15 | 14 | 14 | 12 | 12 | 12 | 11 | 11 | 12 | 11 | 11 | 11 | 10 | 10 | 12 | 12 | 12 | 12 | 12 |    |
| Karviná          | 1         | 7  | 11 | 13 | 11 | 12 | 14 | 15 | 15 | 14 | 15 | 12 | 12 | 12 | 13 | 13 | 13 | 13 | 14 | 14 | 15 | 16 | 16 | 16 | 15 | 15 | 15 | 16 | 16 | 14 |    |
| Liberec          | 3         | 5  | 8  | 9  | 6  | 8  | 10 | 10 | 10 | 11 | 11 | 9  | 9  | 8  | 10 | 8  | 8  | 8  | 8  | 7  | 8  | 7  | 9  | 8  | 9  | 7  | 7  | 7  | 7  | 7  |    |
| Mladá Boleslav   | 3         | 5  | 3  | 5  | 5  | 7  | 8  | 6  | 6  | 6  | 7  | 6  | 3  | 6  | 3  | 6  | 6  | 7  | 7  | 6  | 7  | 6  | 6  | 6  | 6  | 5  | 5  | 5  | 5  | 5  |    |
| Olomouc          | 13        | 8  | 5  | 3  | 4  | 3  | 3  | 3  | 4  | 4  | 4  | 4  | 4  | 5  | 7  | 4  | 4  | 5  | 5  | 5  | 6  | 8  | 8  | 7  | 7  | 8  | 8  | 8  | 8  | 8  |    |
| Ostrava          | 11        | 12 | 13 | 11 | 12 | 11 | 6  | 7  | 7  | 5  | 6  | 5  | 6  | 4  | 6  | 7  | 7  | 6  | 6  | 8  | 5  | 5  | 5  | 5  | 5  | 4  | 4  | 4  | 4  | 4  |    |
| Pardubice        | 9         | 11 | 13 | 12 | 13 | 13 | 12 | 12 | 12 | 13 | 13 | 13 | 13 | 13 | 14 | 14 | 14 | 14 | 13 | 13 | 12 | 13 | 13 | 13 | 13 | 13 | 13 | 13 | 13 | 13 |    |
| Plzeň            | 9         | 10 | 9  | 4  | 3  | 5  | 5  | 4  | 3  | 3  | 3  | 3  | 5  | 3  | 4  | 5  | 5  | 3  | 3  | 3  | 3  | 3  | 3  | 3  | 3  | 3  | 3  | 3  | 3  | 3  |    |
| Slavia           | 5         | 1  | 2  | 2  | 1  | 2  | 2  | 2  | 2  | 2  | 2  | 2  | 1  | 2  | 2  | 2  | 2  | 2  | 2  | 2  | 2  | 2  | 2  | 2  | 2  | 2  | 1  | 2  | 2  | 2  |    |
| Slovácko         | 1         | 4  | 9  | 6  | 6  | 4  | 4  | 5  | 5  | 7  | 5  | 7  | 7  | 7  | 5  | 3  | 3  | 4  | 4  | 4  | 4  | 4  | 4  | 4  | 4  | 6  | 6  | 6  | 6  | 6  |    |
| Sparta           | 5         | 2  | 1  | 1  | 2  | 1  | 1  | 1  | 1  | 1  | 1  | 1  | 2  | 1  | 1  | 1  | 1  | 1  | 1  | 1  | 1  | 1  | 1  | 1  | 1  | 1  | 2  | 1  | 1  | 1  |    |
| Teplice          | 7         | 3  | 4  | 7  | 8  | 9  | 9  | 8  | 9  | 8  | 9  | 10 | 11 | 10 | 9  | 10 | 10 | 10 | 10 | 10 | 9  | 9  | 7  | 9  | 8  | 9  | 10 | 10 | 10 | 10 |    |
| Zlín             | 15        | 15 | 15 | 15 | 16 | 14 | 15 | 16 | 16 | 16 | 16 | 16 | 16 | 16 | 15 | 15 | 15 | 15 | 15 | 15 | 14 | 14 | 14 | 14 | 14 | 14 | 14 | 14 | 14 | 15 |    |

### Křížová tabulka
| Domácí \ Hosté | BOH | CBU | HKR | JAB | KAR | LIB | MLB | OLO | OST | PCE | PLZ | SLA | SLO | SPA | TEP | ZLN |
| Bohemians      |     | 0–0 | 2–1 | 2–0 | 1–0 | 0–0 | 0–0 | 3–2 | 1–1 | 2–1 | 0–2 | 0–2 | 0–1 | 1–3 | 1–2 | 0–0 |
| Č. Budějovice  | 3–0 |     | 0–2 | 2–1 | 1–0 | 3–2 | 1–2 | 2–1 | 3–0 | 0–1 | 2–5 | 1–3 | 2–2 | 0–1 | 0–1 | 2–2 |
| Hradec Kr.     | 2–2 | 5–1 |     | 1–0 | 2–1 | 1–1 | 0–0 | 1–3 | 2–3 | 2–0 | 1–1 | 1–2 | 1–0 | 1–3 | 1–0 | 2–0 |
| Jablonec       | 0–1 | 5–2 | 1–1 |     | 0–0 | 1–1 | 1–1 | 1–1 | 2–3 | 2–1 | 1–2 | 1–1 | 2–0 | 1–5 | 3–2 | 0–0 |
| Karviná        | 1–1 | 2–1 | 1–0 | 1–1 |     | 5–2 | 1–2 | 0–2 | 1–3 | 0–3 | 0–0 | 0–3 | 1–3 | 0–3 | 0–1 | 4–1 |
| Liberec        | 0–1 | 1–0 | 0–0 | 3–3 | 1–0 |     | 2–1 | 2–0 | 3–1 | 1–0 | 3–0 | 2–3 | 4–1 | 0–2 | 3–3 | 5–3 |
| Ml. Boleslav   | 2–1 | 3–1 | 5–1 | 3–1 | 2–2 | 2–2 |     | 2–1 | 1–3 | 1–0 | 1–3 | 0–1 | 0–1 | 3–1 | 1–2 | 3–2 |
| Olomouc        | 2–2 | 2–1 | 0–0 | 1–0 | 3–1 | 2–0 | 4–0 |     | 0–3 | 0–2 | 1–3 | 1–3 | 1–1 | 1–4 | 2–1 | 0–0 |
| Ostrava        | 1–1 | 2–0 | 2–0 | 0–1 | 2–2 | 2–2 | 2–0 | 1–2 |     | 1–1 | 0–1 | 2–3 | 0–0 | 0–1 | 4–1 | 5–1 |
| Pardubice      | 0–1 | 1–1 | 1–1 | 0–0 | 2–1 | 2–0 | 1–2 | 1–1 | 0–1 |     | 2–3 | 0–1 | 0–1 | 1–2 | 1–1 | 0–1 |
| Plzeň          | 2–0 | 5–0 | 1–1 | 3–2 | 0–1 | 1–3 | 1–1 | 2–1 | 3–1 | 6–2 |     | 1–0 | 1–4 | 4–0 | 3–0 | 3–0 |
| Slavia         | 2–1 | 2–1 | 2–0 | 4–3 | 5–1 | 3–0 | 2–0 | 2–2 | 1–0 | 3–0 | 1–2 |     | 2–0 | 1–1 | 4–0 | 2–1 |
| Slovácko       | 5–2 | 4–1 | 0–0 | 0–1 | 2–0 | 1–1 | 2–2 | 0–2 | 2–0 | 1–2 | 1–1 | 1–3 |     | 1–3 | 2–0 | 1–0 |
| Sparta         | 2–0 | 4–0 | 2–1 | 3–0 | 3–1 | 2–1 | 1–1 | 2–0 | 4–3 | 5–2 | 2–1 | 0–0 | 5–0 |     | 2–1 | 2–0 |
| Teplice        | 1–1 | 2–2 | 0–1 | 0–0 | 2–2 | 2–0 | 1–0 | 2–0 | 0–1 | 0–1 | 1–0 | 0–0 | 1–1 | 1–1 |     | 2–1 |
| Zlín           | 2–2 | 1–1 | 4–0 | 1–1 | 0–1 | 1–1 | 5–9 | 3–2 | 0–1 | 1–1 | 1–7 | 1–1 | 2–1 | 0–1 | 2–1 |     |

Aktualizováno po zápasech hraných 28. dubna 2024
Zdroj: 

Vysvětlivky
1. ↑  Domácí tým je uveden v levém sloupci

Barvy: Modrá = výhra domácích; Žlutá = remíza; Červená = výhra hostů

## Nadstavbové skupiny
Kluby se na základě umístění po třiceti kolech rozdělily do tří skupin.
Pravidla pro určení pořadí ve skupinách o titul a o záchranu (konečného pořadí) v případě shodného počtu bodů více družstev po odehrání základní i nadstavbové části:
1. Vyšší počet bodů získaný v základní části
2. Vyšší počet bodů získaný ve vzájemných utkáních v základní části
3. Brankový rozdíl ze vzájemných utkání v základní části
4. Vyšší počet vstřelených branek ve vzájemných utkáních v základní části
5. Vyšší brankový rozdíl ze všech utkání v celé soutěži (včetně nadstavbové části)
6. Vyšší počet vstřelených branek v celé soutěži (včetně nadstavbové části)
7. Vyšší umístění v soutěži Fair – play
8. Los

### Skupina o titul
Klubům zůstal celkový počet dosažených bodů v základní části. Hrálo se systémem každý s každým jednokolově. Kluby umístěné v tabulce základní části na 1.–3. místě hrály tři utkání na domácím stadionu, kluby umístěné v tabulce základní části na 4.–6. místě hrály dvě utkání na domácím stadionu.
Tabulka nadstavbové části – skupina o titul
| Poř. | Tým               | Z  | V  | R | P  | VG | OG | B  |
| ---- | ----------------- | -- | -- | - | -- | -- | -- | -- |
| 1.   | AC Sparta Praha   | 35 | 27 | 6 | 2  | 82 | 30 | 87 |
| 2.   | SK Slavia Praha   | 35 | 26 | 7 | 2  | 76 | 24 | 85 |
| 3.   | FC Viktoria Plzeň | 35 | 21 | 7 | 7  | 76 | 40 | 70 |
| 4.   | FC Baník Ostrava  | 35 | 14 | 7 | 14 | 56 | 48 | 49 |
| 5.   | FK Mladá Boleslav | 35 | 13 | 8 | 14 | 51 | 59 | 47 |
| 6.   | 1. FC Slovácko    | 35 | 12 | 8 | 15 | 45 | 56 | 44 |

|  | Postup do 2. předkola mistrovské části Ligy mistrů UEFA 2024/2025   |
|  | Postup do 2. předkola nemistrovské části Ligy mistrů UEFA 2024/2025 |
|  | Postup do 3. předkola Evropské ligy UEFA 2024/2025                  |
|  | Postup do 2. předkola Evropské konferenční ligy UEFA 2024/2025      |
|  | Postup do play-off o Evropskou konferenční ligu UEFA 2024/2025      |

Pořadí po jednotlivých kolech
| Klub / kolo    | 31      | 32 | 33 | 34 | 35 |   |
| -------------- | ------- | -- | -- | -- | -- | - |
| Klub / kolo    | Ostrava | 4  | 5  | 5  | 5  | 4 |
| Mladá Boleslav | 5       | 4  | 4  | 4  | 5  |   |
| Plzeň          | 3       | 3  | 3  | 3  | 3  |   |
| Slavia         | 2       | 2  | 2  | 2  | 2  |   |
| Slovácko       | 6       | 6  | 6  | 6  | 6  |   |
| Sparta         | 1       | 1  | 1  | 1  | 1  |   |

Křížová tabulka nadstavbové části skupiny o titul
| Domácí \ Hosté | SPA | SLA | PLZ | OST | MLB | SLO |
| Sparta         |     | 0–0 | 1–1 | 2–1 |     |     |
| Slavia         |     |     | 3–0 | 5–0 | 4–0 |     |
| Plzeň          |     |     |     | 1–1 | 3–0 | 4–2 |
| Ostrava        |     |     |     |     | 0–1 | 6–0 |
| Ml. Boleslav   | 0–5 |     |     |     |     | 0–1 |
| Slovácko       | 2–4 | 1–2 |     |     |     |     |

Aktualizováno po zápasech hraných 26. května 2023
Zdroj: 

Vysvětlivky
1. ↑  Domácí tým je uveden v levém sloupci

Barvy: Modrá = výhra domácích; Žlutá = remíza; Červená = výhra hostů

### Skupina o umístění
Hrálo se vyřazovacím způsobem na dvě utkání – klub umístěný v tabulce základní části na 7. místě proti klubu na 10. místě a klub umístěný v tabulce základní části na 8. místě proti klubu na 9. místě. První utkání se odehrála na stadionu klubu, který se v tabulce základní části umístil níže. Vítězná družstva ze semifinále postoupila do finále soutěže. Vítězné družstvo „finálového dvojutkání“ postoupilo do utkání o účast v Evropské konferenční lize 2024/2025 hraném 31. května 2024, ve kterém je jeho soupeřem pátý tým skupiny o titul.
|  | semifinále skupiny o účast v Evropské konferenční lize | semifinále skupiny o účast v Evropské konferenční lize | semifinále skupiny o účast v Evropské konferenční lize | semifinále skupiny o účast v Evropské konferenční lize | semifinále skupiny o účast v Evropské konferenční lize |   |    | finále skupiny o účast v Evropské konferenční lize | finále skupiny o účast v Evropské konferenční lize | finále skupiny o účast v Evropské konferenční lize | finále skupiny o účast v Evropské konferenční lize | finále skupiny o účast v Evropské konferenční lize |
|  |                                                        |                                                        |                                                        |                                                        |                                                        |   |    |                                                    |                                                    |                                                    |                                                    |                                                    |
|  | 7.                                                     | Liberec                                                | 0                                                      | 1                                                      | 1                                                      |   |    |                                                    |                                                    |                                                    |                                                    |                                                    |
|  | 10.                                                    | Teplice                                                | 2                                                      | 2                                                      | 4                                                      |   |    |                                                    |                                                    |                                                    |                                                    |                                                    |
|  |                                                        |                                                        |                                                        |                                                        |                                                        |   | 9. | Hradec Králové                                     | 1                                                  | 2                                                  | 3                                                  |                                                    |
|  |                                                        | 10.                                                    | Teplice                                                | 0                                                      | 0                                                      | 0 |    |                                                    |                                                    |                                                    |                                                    |                                                    |
|  | 8.                                                     | Olomouc                                                | 1                                                      | 1                                                      | 2                                                      |   |    |                                                    |                                                    |                                                    |                                                    |                                                    |
|  | 9.                                                     | Hradec Králové                                         | 3                                                      | 3                                                      | 6                                                      |   |    |                                                    |                                                    |                                                    |                                                    |                                                    |

#### Finále
| 31. května 2024 18:00                          |        |                             |                                                                      |
| FK Mladá Boleslav                              | 3 : 1  | FC Hradec Králové           | Lokotrans aréna, Mladá Boleslav diváci: 4 173 rozhodčí: Ondřej Berka |
| Mareček 13' Kostka 45+1' Matějovský 54' (pen.) | Report | 42' Klíma 83' (pen.) Čmelík | Lokotrans aréna, Mladá Boleslav diváci: 4 173 rozhodčí: Ondřej Berka |

### Skupina o záchranu
Hraje se systémem každý s každým jednokolově. Kluby umístěné v tabulce základní části na 11.–13. místě hrají tři utkání na domácím stadionu, kluby umístěné v tabulce základní části na 14.–16. místě hrají dvě utkání na domácím stadionu. Klubům zůstává celkový počet dosažených bodů v základní části.
Tabulka nadstavbové části – skupina o záchranu
| Poř. | Tým                        | Z  | V  | R  | P  | VG | OG | B  |
| ---- | -------------------------- | -- | -- | -- | -- | -- | -- | -- |
| 11.  | FK Jablonec                | 35 | 9  | 14 | 12 | 45 | 50 | 41 |
| 12.  | FK Pardubice               | 35 | 11 | 7  | 17 | 39 | 47 | 40 |
| 13.  | Bohemians Praha 1905       | 35 | 9  | 12 | 14 | 34 | 48 | 39 |
| 14.  | MFK Karviná                | 35 | 8  | 8  | 19 | 38 | 62 | 32 |
| 15.  | SK Dynamo České Budějovice | 35 | 7  | 8  | 20 | 41 | 70 | 29 |
| 16.  | FC Zlín                    | 35 | 5  | 12 | 18 | 40 | 69 | 27 |

|  | Přesun do baráže o udržení             |
|  | Sestup do Fortuna:Národní ligy 2024/25 |

Pořadí po jednotlivých kolech
| Klub / kolo      | 31        | 32 | 33 | 34 | 35 |    |
| ---------------- | --------- | -- | -- | -- | -- | -- |
| Klub / kolo      | Bohemians | 11 | 11 | 12 | 11 | 13 |
| České Budějovice | 14        | 14 | 15 | 15 | 15 |    |
| Jablonec         | 12        | 12 | 11 | 12 | 11 |    |
| Karviná          | 15        | 15 | 14 | 14 | 14 |    |
| Pardubice        | 13        | 13 | 13 | 13 | 12 |    |
| Zlín             | 16        | 16 | 16 | 16 | 16 |    |

Křížová tabulka nadstavbové části – skupina o záchranu
| Domácí \ Hosté | JAB | PCE | BOH | KAR | CBU | ZLN |
| Jablonec       |     | 3–0 |     | 3–2 |     | 1–0 |
| Pardubice      |     |     |     | 4–0 | 3–2 | 2–0 |
| Bohemians      | 1–1 | 0–1 |     | 1–3 |     |     |
| Karviná        |     |     |     |     | 1–0 | 2–2 |
| Č. Budějovice  | 2–2 |     | 2–1 |     |     |     |
| Zlín           |     |     | 1–2 |     | 1–1 |     |

Aktualizováno po zápasech hraných 25. května 2024
Zdroj: 

Vysvětlivky
1. ↑  Domácí tým je uveden v levém sloupci

Barvy: Modrá = výhra domácích; Žlutá = remíza; Červená = výhra hostů

### Baráž o Chance ligu 2024/25
Baráži o udržení v následujícím ročníku nejvyšší české fotbalové ligy se odehrála mezi dvěma dvojicemi týmů po dvou zápasech, přičemž každý tým odehrál jeden zápas doma a druhý venku.
| Domácí v 1. zápase         | Celkem | Hosté v 1. zápase | 1. zápas | 2. zápas |
| -------------------------- | ------ | ----------------- | -------- | -------- |
| MFK Vyškov                 | 0 : 2  | MFK Karviná       | 0:1      | 0:1      |
| SK Dynamo České Budějovice | 3 : 2  | FC SILON Táborsko | 2:1      | 1:1      |

## Statistiky

### Góly
| Poř. | Hráč               | Tým               | Gól |
| ---- | ------------------ | ----------------- | --- |
| 1.   | Václav Jurečka     | SK Slavia Praha   | 19  |
| 2.   | Pavel Šulc         | FC Viktoria Plzeň | 18  |
| 3.   | Jan Kuchta         | AC Sparta Praha   | 17  |
| 4.   | Veljko Birmančević | AC Sparta Praha   | 16  |
| 4.   | Mojmír Chytil      | SK Slavia Praha   | 16  |

#### Hattricky
| Hráč          | Klub              | Soupeř                     | Výsledek | Datum            |
| ------------- | ----------------- | -------------------------- | -------- | ---------------- |
| Pavel Šulc    | FC Viktoria Plzeň | SK Dynamo České Budějovice | 5:2 (H)  | 13. srpna 2023   |
| Marek Havlík  | 1. FC Slovácko    | Bohemians Praha 1905       | 5:2 (D)  | 9. prosince 2023 |
| Mojmír Chytil | SK Slavia Praha   | FK Pardubice               | 3:0 (D)  | 25. února 2024   |
| Pavel Šulc    | FC Viktoria Plzeň | 1. FC Slovácko             | 4:2 (D)  | 11. května 2024  |
| Jan Kuchta    | AC Sparta Praha   | FK Mladá Boleslav          | 5:0 (H)  | 18. května 2024  |

Poznámky
(D) – Domácí tým
(H) – Hostující tým

### Asistence
| Poř. | Hráč               | Tým               | A  |
| ---- | ------------------ | ----------------- | -- |
| 1.   | Veljko Birmančević | AC Sparta Praha   | 11 |
| 2.   | Vasil Kušej        | FK Mladá Boleslav | 9  |
| 3.   | 8 hráčů            | 8 hráčů           | 7  |

### Čistá konta
| Poř. | Hráč            | Tým               | Čisté konto |
| ---- | --------------- | ----------------- | ----------- |
| 1.   | Martin Jedlička | FC Viktoria Plzeň | 13          |
| 2.   | Peter Vindahl   | AC Sparta Praha   | 12          |
| 3.   | Jiří Letáček    | FC Baník Ostrava  | 9           |
| 4.   | 4 brankáři      | 4 brankáři        | 8           |

### Žluté karty
| Poř. | Hráč             | Tým         |    |
| ---- | ---------------- | ----------- | -- |
| 1.   | Miloš Kratochvíl | FK Jablonec | 14 |
| 2.   | Sebastian Boháč  | MFK Karviná | 11 |
| 3.   | 5 hráčů          | 5 hráčů     | 10 |

### Červené karty
| Poř. | Hráč              | Tým              | Vyloučení |
| ---- | ----------------- | ---------------- | --------- |
| 1.   | Ladislav Krejčí   | AC Sparta Praha  | 3         |
| 2.   | Abdullahi Tanko   | FC Baník Ostrava | 2         |
| 2.   | Haiderson Hurtado | FK Jablonec      | 2         |
| 2.   | Angelo Preciado   | AC Sparta Praha  | 2         |
| 5.   | 48 hráčů          | 48 hráčů         | 1         |

## Ocenění

### Hráč a trenér měsíce
| Měsíc    | Hráč               | Tým               | Trenér          | Tým               |
| -------- | ------------------ | ----------------- | --------------- | ----------------- |
| červenec | Mojmír Chytil      | SK Slavia Praha   | Zdenko Frťala   | FK Teplice        |
| srpen    | Pavel Bucha        | FC Viktoria Plzeň | Miroslav Koubek | FC Viktoria Plzeň |
| září     | Rafiu Durosinmi    | FC Viktoria Plzeň | Brian Priske    | AC Sparta Praha   |
| říjen    | Vasil Kušej        | FK Mladá Boleslav | Juraj Jarábek   | MFK Karviná       |
| listopad | Marek Havlík       | 1. FC Slovácko    | Martin Svědík   | 1. FC Slovácko    |
| leden    | Marek Havlík       | 1. FC Slovácko    | Miroslav Koubek | FC Viktoria Plzeň |
| únor     | Mojmír Chytil      | SK Slavia Praha   | Brian Priske    | AC Sparta Praha   |
| březen   | Václav Jurečka     | SK Slavia Praha   | David Holoubek  | FK Mladá Boleslav |
| duben    | Veljko Birmančević | AC Sparta Praha   | Brian Priske    | AC Sparta Praha   |
| květen   | Jan Kuchta         | AC Sparta Praha   | David Horejš    | FC Hradec Králové |

### Král asistencí
| Období       | Hráč               | Tým               | A |
| ------------ | ------------------ | ----------------- | - |
| 1.–5. kolo   | Qazim Laçi         | AC Sparta Praha   | 5 |
| 6.–10. kolo  | Lukáš Kalvach      | FC Viktoria Plzeň | 4 |
| 11.–15. kolo | Veljko Birmančević | AC Sparta Praha   | 3 |
| 16.–20. kolo | Vojtěch Patrák     | FK Pardubice      | 4 |
| 21.–25. kolo | Daniel Trubač      | FK Teplice        | 3 |
| 26.–30. kolo | Ewerton            | FC Baník Ostrava  | 3 |

### Poznámka
1. ↑  Hráč vstřelil 4 góly.
2. ↑  Chytil vstíil nejrychlejší hattrick v české fotbalové lize, když první a třetí gól dělilo 7 minut a 52 sekund.[26]
3. ↑  Hráč vstřelil 4 góly.